# Gare de Régny
La gare de Régny est une gare ferroviaire française de la ligne du Coteau à Saint-Germain-au-Mont-d'Or située sur le territoire de la commune de Régny dans le département de la Loire et la région Auvergne-Rhône-Alpes. 
C'est une halte voyageurs de la Société nationale des chemins de fer français (SNCF) du réseau TER Auvergne-Rhône-Alpes, desservie par des trains express régionaux.

## Situation ferroviaire
Établie à 326 mètres d'altitude, la halte de Régny est située au point kilométrique (PK) 437,172 de la ligne du Coteau à Saint-Germain-au-Mont-d'Or entre les gares du Coteau et de Saint-Victor - Thizy.

## Histoire
La gare de Régny était une ancienne gare de correspondance : en effet, l'ancienne ligne à voie métrique en direction de Balbigny et Saint-Just-en-Chevalet, exploitée par la société des Chemins de fer du Centre, y avait son terminus. Il reste un vestige de cette ligne: le viaduc qui s'élève à droite des voies en direction de Roanne pour  franchir celles-ci au dessus du tunnel des Plasses.

## Service des voyageurs

### Accueil
Halte SNCF, c'est un point d'arrêt non géré (PANG) à accès libre. Elle  était équipée d'automates pour l'achat de titres de transport TER, disparus depuis 2015.

### Dessertes
C'est une halte voyageurs SNCF du réseau TER Auvergne-Rhône-Alpes, desservie par des trains express régionaux de la relation Roanne - Lyon-Perrache.

### Intermodalité
Un parc pour les vélos et un parking pour les véhicules y sont aménagés.